# Христо Димитров (учен)
Вижте пояснителната страница за други личности с името Христо Димитров.
Христо Стоянов Димитров е български учен, технолог по млекарството, преподавател и изобретател, създател на кашкавал „Витоша“.

## Биография
Роден е на 1/13 януари 1867 година в Битоля, тогава в Османската империя. На 13 години бяга в Кюстендил с чичо си, след като родният му град е нападнат от турска войска. Димитров работи и учи в гимназията едновременно, тъй като е без родители, но успява да завърши средно образование. След това, когато е на 23 години, е изпратен със стипендия от Македонската организация в Петербург, за да учи в Духовната академия. Там Димитров се включва в прогресивна социалистическа организация и след 18 месеца престой в Петербург е екстерниран от Русия. Връща се в България и започва работа в редакцията на македонски вестник. След 4 години работа във вестника става негов отговорен редактор. Димитров публикува критика към правителството относно политиката му по македонския въпрос, заради което е осъден и екстерниран от София. С помощта на Македонската организация Димитров е освободен и назначен за учител в основно училище в село Ярлово, Самоковско, където работи 2 години. След това заминава за Швейцария, където започва да учи в млекарско училище във Фрибур. В 1905 година Димитров завършва училището и се връща в България, където в същата година става преподавател по млекарство в земеделското училище в Садово. Димитров остава на тази длъжност до 1926 година. В следващата 1927 година става преподавател по млекарство в земеделското училище Образцов чифлик и остава на тази длъжност до 1934 година, когато се пенсионира.
Христо Димитров е изключително добър преподавател и подготвя специалисти по млекарство. Автор е на множество научни изследвания. Проучва основно и създава най-добрата технология за преработване на кравето мляко в кашкавал след многогодишна работа. След проведени 13 сравнителни опита при създаването на кашкавал с тази технология Димитров го нарича „Сирене № 13“, но след смъртта му е преименувано на кашкавал „Витоша“.
Публикува научнопопулярни статии относно млякото и преработката му в списание „Садово“. Повлиява на тогава начинаещите агрономи Иван Попдонев, Димитър Байлов и други, насочвайки ги към земеделското опитно дело. Автор е на научни статии, сред които:
- „Серопреципитацията и сероаглутинацията в млекарството“, списание „Садово“, 1912, №7;
- „Медицински млека – кисело мляко“, списание „Садово“, 1912, № 10; 1914, № 2, № 5.